# Costa Rica en los Juegos Olímpicos de Tokio 1964
Costa Rica estuvo representada en los Juegos Olímpicos de Tokio 1964 por dos deportistas masculinos que compitieron en yudo.
El equipo olímpico costarricense  no obtuvo ninguna medalla en estos Juegos.